# Gaio Licinio Crasso
Gaio Licinio Crasso  (in latino Caius Licinius Crassus; fl. II secolo a.C.) è stato un politico romano.

## Biografia
Fratello di Publio, console nel 171 a.C., Gaio fu pretore nel 172 a.C. e l'anno successivo, durante il consolato del fratello, fu legato del fratello. Comandò l'ala destra nella battaglia di Callinicus, dove i Romani furono sconfitti da Perseo di Macedonia e persero 2.500 uomini.
Nel 168 a.C. fu eletto console con Lucio Emilio Paolo Macedonico; l'anno successivo si diresse autonomamente in Macedonia, anche se gli era stata assegnata la provincia della Gallia Cisalpina .